# 森一郎 (稲城村長、町長)
森一郎（もり いちろう、1896年（明治29年） - 1975年（昭和50年）2月6日）は、日本の政治家。稲城村長、初代稲城町長を務めた。

## 生涯
元稲城村長の森円蔵の息子として生まれる。稲城村議員を経験した後、1945年（昭和20年）の終戦直前に村長になるが、1946年（昭和21年）に公職追放令により、村長を辞職した。
その後、1951年（昭和26年）に再び村長を務め、1957年（昭和32年）の稲城町制施行に伴い、初代稲城町長となる。1963年（昭和38年）町長を退職。1975年（昭和50年）2月6日死去。78歳。常楽寺に眠る。息子は森直兄。
| 公職                  | 公職                           | 公職              |
| --------------------- | ------------------------------ | ----------------- |
| 先代 石田益義         | 東京都稲城村長 1945年 - 1946年 | 次代 石井平作     |
| 先代 石井平作         | 東京都稲城村長 1951年 - 1957年 | 次代 稲城町政執行 |
| 先代 稲城町政執行以前 | 東京都稲城町長 1957年 - 1963年 | 次代 高橋昌太郎   |

| スタブアイコン | サブスタブ | この項目は、まだ閲覧者の調べものの参照としては役立たない、人物に関連した書きかけの項目です。この項目を加筆・訂正などしてくださる協力者を求めています（P:人物伝/PJ:人物伝）。 |